# Comité Centre et Sud
Le Comité Centre et Sud, anciennement dénommé Grocep (Groupement du Centre des producteurs de plants de pommes de terre), est un syndicat agricole français spécialisé dans l'obtention de nouvelles variétés de pomme de terre et la production de plants certifiés de pomme de terre. Il est, aux côtés de Bretagne-Plants et Comité Nord, l'une des trois organisations de producteurs qui constituent la Fédération nationale des producteurs de plants de pommes de terre (FN3PT). Il exploite une station de sélection variétale, la station de Lavergne, située à Laurière (Haute-Vienne).
Sur le plan juridique, ce groupement a le statut d'une SICA (Société d'intérêt collectif agricole) qui regroupe les producteurs de plants de pomme de terre du centre et du Sud de la France.

## Variétés
Compte tenu de son implantation géographique, le Grocep produit des variétés adaptées aux marchés du sud de l´Europe et du bassin méditerranéen.
Les variétés suivantes, au nombre de 16 (octobre 2012), sont inscrites au catalogue commun des variétés des espèces agricoles :  	'Altesse', 'Anaïs', 'Anoe', 'Cheyenne', 'Coquine', 'Dalida', 'Duchesse', 'Eldorado', 'Florette', 'Gredine', 'Hinga', 'Iledher', 'Isabel', 'Laurette', 'Manon', 'Noisette'.
Le développement et la commercialisation des variétés créées à la station de Lavergne sont assurés par la SARL Sementis, créée sous l'impulsion du Grocep.